# Osman Chávez
Osman Danilo Chávez Güity (Santa Fe, 29 luglio 1984) è un ex calciatore honduregno, di ruolo difensore.

## Palmarès

### Club
- Campionato polacco: 1

Wisla Cracovia: 2010-2011